# Pinus densithunbergii
Pinus densithunbergii är en tallväxtart som beskrevs av Homiki Uyeki. Pinus densithunbergii ingår i släktet tallar, och familjen tallväxter. Inga underarter finns listade i Catalogue of Life.